# Manželství po francouzsku
Manželství po francouzsku (v originále Gazon maudit) je francouzský hraný film z roku 1995, který režírovala Josiane Balasko. Snímek měl světovou premiéru 18. ledna 1995.

## Děj
Laurent je nevěrný manžel, ale jeho žena Loli nic netuší. Žijí v malém městě na jihu. Jednoho dne před jejich domem má Marie-Jo poruchu se svým minibusem. Laurent a Marie-Jo mají společnou jednu věc: oba milují ženy. Laurent si to uvědomí během společné večeře v restauraci, když zahlédne, jak Marie-Jo hladí Loli po noze. Po výbuchu žárlivosti odchází z restaurace, když se dozví, že Loli měla poměr s Marie-Jo. Druhý den se Laurent snaží s Loli usmířit, ale ta mu neodpustí jeho reakci předchozího dne.
Během vyjížďky na kole se svým kolegou a kamarádem Antoinem mu Laurent prozradí příčinu svého smutku, totiž že jeho žena miluje Marie-Jo. Antoine, který chce věci napravit, jde za Loli, aby ji přesvědčil, že Laurentovi je situace líto. Nevědomky ale prozradí, že ji Laurent podvádí s jinými ženami, což Loli přivede k zuřivosti. Jako odplatu žádá, aby se Marie-Jo s nimi usadila natrvalo. Spolužití mezi Marie-Jo a Laurentem je ale obtížné. Atmosféra je napjatá, ačkoli Laurent a Marie-Jo mají jedno společné, lásku k Loli.

## Obsazení
| Victoria Abrilová  | Loli               |
| Josiane Balasko    | Marie-Jo           |
| Alain Chabat       | Laurent Lafaye     |
| Ticky Holgado      | Antoine            |
| Catherine Hiegel   | Dany               |
| Catherine Samie    | prostitutka        |
| Catherine Lachens  | Fabienne           |
| Katrine Boorman    | Émily Crumble      |
| Telsche Boorman    | Dorothy Crumble    |
| Véronique Barrault | Véro               |
| Sylvie Audcoeur    | Ingrid             |
| Michèle Bernier    | Solange            |
| Maureen Diot       | Cristelle          |
| Miguel Bosé        | Diego              |
| Jean-Luc Violet    | barman             |
| Catherine Alias    | žena v kavárně     |
| Philippe Berry     | prodavač růží      |
| Paul Suissa        | Julien             |
| Anthony Martin     | Pablo              |
| Edmonde Franchi    | Madame Lombard     |
| Henri Talau        | Monsieur Crépineau |

## Ocenění
Film získal pět nominací na Césara v kategoriích nejlepší film, nejlepší herec (Alain Chabat), nejlepší původní scénář (Telsche Boorman a Josiane Balasko, kteří vyhráli), nejlepší herec ve vedlejší roli (Ticky Holgado) a nejlepší producent (Claude Berri). Na 53. ročníku Zlatých glóbů byl nominován na nejlepší zahraniční film, ale byl poražen jiným francouzským filmem Bídníci 20. století Clauda Leloucha.